# 義大利側帶雅羅魚
義大利側帶雅羅魚（學名：Telestes montenigrinus）為輻鰭魚綱鯉形目雅羅魚科的其中一種，分布於歐洲義大利布倫塔河到瑞士沃馬諾河流域、法國貝維拉河到義大利沃爾圖諾河流域，本魚體延長，吻尖圓形，吻部突出超過上唇尖，體側有一條金橙色寬條紋，體長可達17公分，棲息在山麓、丘陵的溪流，主要以水生無脊椎動物、藻類為食。